# Шульгино (Бежецкий район)
Шульгино (карел. Šul’gina) — деревня в Бежецком районе Тверской области. Входит в состав Моркиногорского сельского поселения.

## География
Находится в восточной части Тверской области на расстоянии приблизительно 30 км по прямой на юг-юго-запад от районного центра города Бежецк.

## История
Деревня была отмечена еще на карте 1825 года. В 1859 году здесь (тогда деревня Бежецкого уезда Тверской губернии) было учтено 18 дворов, в 1978 — 19.

## Население
Численность населения: 185 человек (1859 год), 107 (русские 84 %) в 2002 году, 102 в 2010.